# Fake Pictures
Fake Pictures ist ein Musikprojekt, dessen Mitglieder unbekannt sind und nur maskiert auftreten. Sie bezeichnen sich selbst als DJ- und Producer-Crew.

## Karriere
Die Debütsingle Two Princes, ein Cover des gleichnamigen Songs von Spin Doctors (1991) im Tropical-House-Stil, erschien im Januar 2017 bei Polydor. Sie erreichte im April 2017 sowohl die deutschen als auch die österreichischen Musikcharts. Auch eine Akustikversion mit Michael Schulte wurde produziert. Das Projekt steht bei der Bookingagentur 13th Sounds von B-Case unter Vertrag.

## Diskografie

### Singles
- 2017: Two Princes
- 2017: Small Talk (mit Tiger Park)
- 2020: Wire to Wire 2020 (mit Muna)

## Belege
1. 1 2  Chartquellen: DE AT
2. ↑  Auszeichnungen: Deutschland
3. ↑  Biografie bei Facebook